# Aprostocetus anodaphus
Aprostocetus anodaphus är en stekelart som först beskrevs av Walker 1839.  Aprostocetus anodaphus ingår i släktet Aprostocetus och familjen finglanssteklar. Arten är reproducerande i Sverige. Inga underarter finns listade i Catalogue of Life.